# Achtertuin van Jan Wolkers
De Achtertuin van Jan Wolkers was een serie die twee Seizoenen (2002, 2003) lang bij Villa Achterwerk te zien was. De eerste serie bestond uit zeventien en de tweede uit acht afleveringen.
In dit programma nam Jan Wolkers de kijker mee op ontdekkingsreis door zijn eigen achtertuin op het eiland Texel en vertelde hij op zijn typische manier over alle beestjes en planten die daar leven en groeien.
Het programma werd bedacht door Machteld van Gelder en geproduceerd door MG-TV.